# Jiangnan, Nanning
Jiangnan är ett stadsdistrikt i Nanning i den autonoma regionen Guangxi i sydligaste Kina.